# Choi Min-jeong
Choi Min-jeong (* 9. September 1998 in Seoul) ist eine südkoreanische Shorttrackerin.

## Werdegang
Choi trat international erstmals im März 2014 bei den Juniorenweltmeisterschaften in Erzurum in Erscheinung. Dort gewann sie im 1500-m-Superfinale und im Mehrkampf die Bronzemedaille, über 1500 m die Silbermedaille und über 1000 m und mit der Staffel die Goldmedaille. Ihre ersten Weltcuprennen lief sie zu Beginn der Saison 2014/15 in Salt Lake City. Dort belegte sie den zweiten Rang über 1000 m und holte mit der Staffel ihren ersten Weltcupsieg. Im weiteren Saisonverlauf gewann sie sieben weitere Weltcuprennen und erreichte einen zweiten Platz. Bei den Shorttrack-Weltmeisterschaften 2015 in Moskau holte sie über 1500 m die Bronzemedaille und über 1000 m, 3000 m, im Mehrkampf und mit der Staffel die Goldmedaille. Die Saison beendete sie auf dem dritten Platz im Weltcup über 1500 m und auf den ersten Rang im Weltcup über 1000 m. Zu Beginn der folgenden Saison siegte sie in Montreal über 1000 m und mit der Staffel und belegte zudem den zweiten Platz im zweiten Rennen über 1000 m. Bei der folgenden Weltcupstation in Toronto triumphierte sie über 500 m, 1500 m und mit der Staffel. Auch beim Weltcup in Nagoya im Dezember 2016 gewann sie über 1000 m, 1500 m und mit der Staffel und in Shanghai über 1500 m und mit der Staffel. Beim Saisonhöhepunkt den Shorttrack-Weltmeisterschaften 2016 in Seoul holte sie die Silbermedaille über 1500 m und jeweils die Goldmedaille über 1000 m, im Mehrkampf und mit der Staffel. Zum Saisonende errang sie in Dresden den zweiten und ersten Platz jeweils über 1500 m und in Dordrecht jeweils den zweiten Platz über 500 m und 1000 m. Sie gewann damit jeweils den Weltcup über 1000 und 1500 m und belegte im Weltcup über 500 m den vierten Platz.
Zu Beginn der Saison 2016/17 siegte Choi in Calgary über 1000 m und mit der Staffel und belegte zudem den zweiten Platz über 1500 m. In Salt Lake City gewann sie über 1500 m und mit der Staffel und errang über 500 m den zweiten Platz. Im Dezember 2016 triumphierte in Shanghai über 1000 m und mit der Staffel und in Gangneung über 500 m und mit der Staffel. Zudem kam sie in Shanghai auf den zweiten Platz über 500 m und in Gangneung auf den zweiten Platz über 1000 m. Bei den Shorttrack-Weltmeisterschaften 2017 in Rotterdam wurde sie mit vier Top-Zehn-Platzierungen in den Einzelrennen, Sechste im Mehrkampf. Im Februar 2017 holte sie bei den Winter-Asienspielen in Sapporo bei allen Wettbewerben Medaillen (die Bronzemedaille über 500 m, die Silbermedaille über 1000 m und jeweils die Goldmedaille über 1500 m und mit der Staffel). Die Saison beendete sie auf dem siebten Platz im Weltcup über 1500 m, auf dem fünften Rang im Weltcup über 500 m und auf dem zweiten Platz im Weltcup über 1000 m. Zu Beginn der Saison 2017/18 gewann sie in Budapest alle Weltcuprennen (über 500 m, 1000 m, 1500 m und mit der Staffel). Es folgten vier Siege, drei zweite und einen dritten Platz und gewann damit den Weltcup über 1500 m. Im Weltcup über 500 und über 1000 m erreichte sie jeweils den zweiten Platz. Beim Saisonhöhepunkt, den Olympischen Winterspielen 2018 in Pyeongchang, gewann sie über 1500 m und mit der Staffel jeweils die Goldmedaille. Im März 2018 holte sie bei den Weltmeisterschaften in Montreal über 500 m, 1500 m, 3000 m, im Mehrkampf und mit der Staffel jeweils die Goldmedaille.
In der Saison 2018/19 siegte Choi im Weltcup zweimal über 1500 m und einmal mit der Staffel. Zudem errang sie dreimal mit der Staffel und einmal über 1000 m den zweiten Platz und einmal den dritten Platz mit der Mixed-Staffel. Sie erreichte damit den dritten Platz im Weltcup über 1500 m. Bei den Weltmeisterschaften 2019 in Sofia gewann sie im Mehrkampf, über 1000 und über 3000 m jeweils die Silbermedaille und über 1500 m und mit der Staffel jeweils die Goldmedaille. In der folgenden Saison triumphierte sie in Dresden über 1500 m und in Nagoya mit der Mixed-Staffel. Zudem errang sie mit der Staffel in Salt Lake City und über 1500 m in Shanghai jeweils den zweiten Platz und erreichte damit den vierten Platz im Weltcup über 1500 m. Bei den Vier-Kontinente-Meisterschaften 2020 in Montreal holte sie über 500 m, 1000 m, 1500 m, mit der Staffel und im Mehrkampf jeweils die Goldmedaille.

## Ehrungen
- 2018: Outstanding Player Award bei Sports Chosun Coca-Cola Sports Awards.[2][3]
- 2022: Wahl zum MVP (mit Kim Min-seok und You Young) von der Korean Skating Union (KSU).[4]

## Erfolge

### Olympische Spiele
- 2018 Pyeongchang: 1. Platz 1500 m, 1. Platz Staffel, 4. Platz 1000 m, 6. Platz 500 m
- 2022 Peking: 1. Platz 1500 m, 2. Platz Staffel, 2. Platz 1000 m, 9. Platz Mixed-Staffel, 14. Platz 500 m

### Weltmeisterschaften
- 2015 Moskau: 1. Platz Staffel, 1. Platz Mehrkampf, 1. Platz 1000 m, 3. Platz 1500 m, 4. Platz 500 m
- 2016 Seoul: 1. Platz Staffel, 1. Platz Mehrkampf, 1. Platz 1000 m, 2. Platz 1500 m, 4. Platz 500 m
- 2017 Rotterdam: 5. Platz 1000 m, 5. Platz 1500 m, 6. Platz Mehrkampf, 7. Platz 500 m
- 2018 Montreal: 1. Platz Staffel, 1. Platz Mehrkampf, 1. Platz 500 m, 1. Platz 1500 m, 4. Platz 1000 m
- 2019 Sofia: 1. Platz Staffel, 1. Platz 1500 m, 2. Platz Mehrkampf, 2. Platz 1000 m, 10. Platz 500 m
- 2022 Montreal: 1. Platz Staffel, 1. Platz Mehrkampf, 1. Platz 1000 m, 1. Platz 1500 m, 5. Platz 500 m
- 2023 Seoul: 2. Platz 1000 m, 2. Platz 1500 m, 2. Platz Staffel, 5. Platz Mixed-Staffel, 19. Platz 500 m
- 2025 Peking: 1. Platz 1500 m, 5. Platz 1000 m, 5. Platz Staffel, 6. Platz 500 m

### Vier-Kontinente-Meisterschaften
- 2020 Montreal: 1. Platz Staffel, 1. Platz Mehrkampf, 1. Platz 500 m, 1. Platz 1000 m, 1. Platz 1500 m
- 2023 Salt Lake City: 1. Platz Staffel, 3. Platz 1500 m, 4. Platz Mixed-Staffel, 6. Platz 500 m

### Platzierungen im Weltcup

#### Weltcupsiege

##### Weltcupsiege im Einzel
| Nr. | Datum              | Ort            | Disziplin |
| --- | ------------------ | -------------- | --------- |
| 1.  | 15. November 2014  | Montreal       | 1500 m    |
| 2.  | 14. Dezember 2014  | Shanghai       | 1000 m    |
| 3.  | 20. Dezember 2014  | Seoul          | 3000 m    |
| 4.  | 21. Dezember 2014  | Seoul          | 1500 m    |
| 5.  | 7. Februar 2015    | Dresden        | 1500 m    |
| 6.  | 31. Oktober 2015   | Montreal       | 1000 m    |
| 7.  | 7. November 2015   | Toronto        | 1500 m    |
| 8.  | 8. November 2015   | Toronto        | 500 m     |
| 9.  | 5. Dezember 2015   | Nagoya         | 1500 m    |
| 10. | 6. Dezember 2015   | Nagoya         | 1000 m    |
| 11. | 12. Dezember 2015  | Shanghai       | 1500 m    |
| 12. | 7. Februar 2016    | Dresden        | 1500 m    |
| 13. | 6. November 2016   | Calgary        | 1000 m    |
| 14. | 12. November 2016  | Salt Lake City | 1500 m    |
| 15. | 11. Dezember 2016  | Shanghai       | 1000 m    |
| 16. | 18. Dezember 2016  | Gangneung      | 500 m     |
| 17. | 30. September 2017 | Budapest       | 1500 m    |
| 18. | 30. September 2017 | Budapest       | 500 m     |
| 19. | 1. Oktober 2017    | Budapest       | 1000 m    |
| 20. | 7. Oktober 2017    | Dordrecht      | 1500 m    |
| 21. | 18. November 2017  | Seoul          | 1500 m    |
| 22. | 19. November 2017  | Seoul          | 1000 m    |
| 23. | 10. November 2018  | Salt Lake City | 1500 m    |
| 24. | 9. Dezember 2018   | Almaty         | 1500 m    |
| 25. | 8. Februar 2020    | Dresden        | 1500 m    |
| 26. | 28. November 2021  | Dordrecht      | 1000 m    |
| 27. | 4. Februar 2023    | Dresden        | 1500 m    |
| 28. | 2. November 2024   | Montreal       | 1000 m    |

| Nr. | Datum             | Ort               |
| --- | ----------------- | ----------------- |
| 1.  | 9. November 2014  | Salt Lake City 1  |
| 2.  | 16. November 2014 | Montreal 2        |
| 3.  | 14. Dezember 2014 | Shanghai 3        |
| 4.  | 1. November 2015  | Montreal 4        |
| 5.  | 8. November 2015  | Toronto 5         |
| 6.  | 6. Dezember 2015  | Nagoya 5          |
| 7.  | 13. Dezember 2015 | Shanghai 5        |
| 8.  | 6. November 2016  | Calgary 6         |
| 9.  | 13. November 2016 | Salt Lake City 7  |
| 10. | 11. Dezember 2016 | Shanghai 7        |
| 11. | 18. Dezember 2016 | Gangneung 7       |
| 12. | 1. Oktober 2017   | Budapest 8        |
| 13. | 12. November 2017 | Shanghai 9        |
| 14. | 11. November 2018 | Salt Lake City 10 |
| 15. | 30. November 2019 | Nagoya 11         |
| 16. | 10. Dezember 2022 | Almaty 12         |
| 17. | 15. Dezember 2024 | Seoul 13          |

#### Weltcup-Gesamtplatzierungen
| Saison  | Gesamt | Gesamt | 500 m  | 500 m | 1000 m | 1000 m | 1500 m | 1500 m |
| Saison  | Punkte | Platz  | Punkte | Platz | Punkte | Platz  | Punkte | Platz  |
| ------- | ------ | ------ | ------ | ----- | ------ | ------ | ------ | ------ |
| 2014/15 | -      | -      | 3.277  | 25.   | 29.277 | 3.     | 45.898 | 1.     |
| 2015/16 | -      | -      | 23.120 | 5.    | 36.000 | 1.     | 48.000 | 1.     |
| 2016/17 | -      | -      | 26.000 | 5.    | 28.000 | 2.     | 18.000 | 7.     |
| 2017/18 | -      | -      | 20.097 | 2.    | 20.000 | 2.     | 30.000 | 1.     |
| 2018/19 | -      | -      | 2.784  | 26.   | 8.144  | 14.    | 28.192 | 3.     |
| 2019/20 | -      | -      | 5.235  | 18.   | 4.404  | 24.    | 22.744 | 4.     |
| 2021/22 | -      | -      | 6.950  | 8.    | 18.144 | 3.     | 9.175  | 7.     |
| 2022/23 | 572    | 9.     | 1825   | 10.   | 80     | 23.    | 310    | 5.     |
| 2024/25 | 760    | 5.     | 208    | 7.    | 300    | 4.     | 252    | 6.     |

## Persönliche Bestzeiten
| Distanz | Zeit         | Datum             | Ort            |
| ------- | ------------ | ----------------- | -------------- |
| 500 m   | 42,384 s     | 6. November 2022  | Salt Lake City |
| 1000 m  | 1:26,850 min | 11. Februar 2022  | Peking         |
| 1500 m  | 2:14,354 min | 12. November 2016 | Salt Lake City |
| 3000 m  | 4:58,939 min | 18. März 2018     | Montreal       |